# Challenger Salinas 2000
Il Challenger Salinas 2000 è stato un torneo di tennis facente parte della categoria ATP Challenger Series nell'ambito dell'ATP Challenger Series 2000. Il torneo si è giocato a Salinas in Ecuador dal 13 al 19 marzo 2000 su campi in cemento.

## Vincitori

### Singolare
Davide Sanguinetti ha battuto in finale  Luis Horna con il punteggio di 6–2, 6–2

### Doppio
Joan Balcells /  Mauricio Hadad hanno battuto in finale  Emilio Benfele Álvarez /  Álex Calatrava per walkover